# Kazungulafärjan

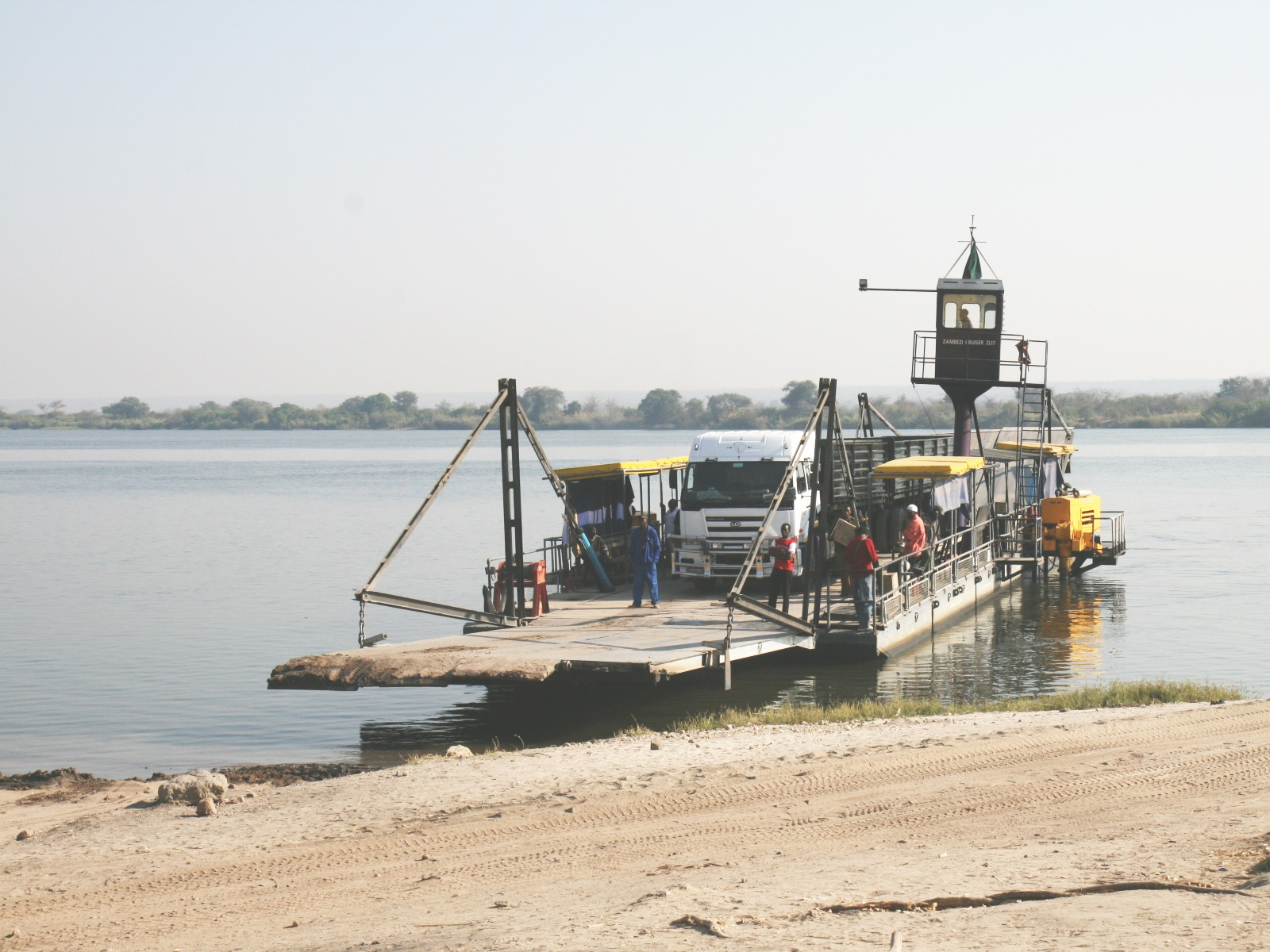
En av de två pontonfärjorna, 2007.

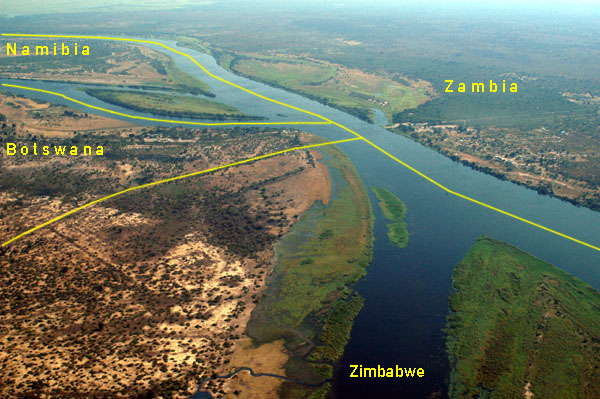
Flygfoto med nationsgränserna, omkring 2006.

Kazungulafärjan var en färjelinje över Zambezifloden mellan Kazungula i Botswana och Kazungula i Zambia, som ersattes av Kazungulabron i maj 2021.
Fyra länders territorier möts nästan i en fyrlandspunkt vid Kazungula: Zambias, Botswanas, Zimbabwes och Namibias. Under tidigt 2000-tal kom de fyra berörda länderna överens om att gränsen skulle utgöras av två trelandspunkter i Zambezifloden, med en gränslinje på 150 meter mellan Botswana och Zambia däremellan. Över denna korta gränslinje gick färjelinjen och sedermera har Kazungulabron byggts där. Zambias och Botswanas regeringar avtalade 2007 om att bygga en bro mellan länderna. Vid Kazungula är Zambezi ungefär 450 meter bred under torrsäsongen och ungefär 700 meter bred under regnsäsongen.
Färjelinjen upprätthölls av två zambiska pontonfärjor, som vardera lastade 70 ton.
Under befrielsekriget i Sydrhodesia/Zimbabwe utnyttjades färjan trots förbud av de botswanska och zambiska regeringarna av den Zambiabaserade zimbabwiska befrielserörelsen ZAPU:s (Zimbabwe African People's Union) styrkor för att smuggla vapen från Zambia till Botswana. Den sydrhodesiska arméns Special Air Service sprängde en av färjorna efter det att den förmiddagen den 13 april 1979 ankommit till färjeläget på den botswanska sidan av floden.
I september 2003 inträffande en svår olycka vid färjeläget på den zambiska sidan. En lastbil, som var överlastad med koboltkoncentrat, kunde inte bromsa vid ombordkörning utan körde av färjan och välte ned i floden, varvid ett antal passagerare hamnade i vattnet och omkom.

## Bildgalleri

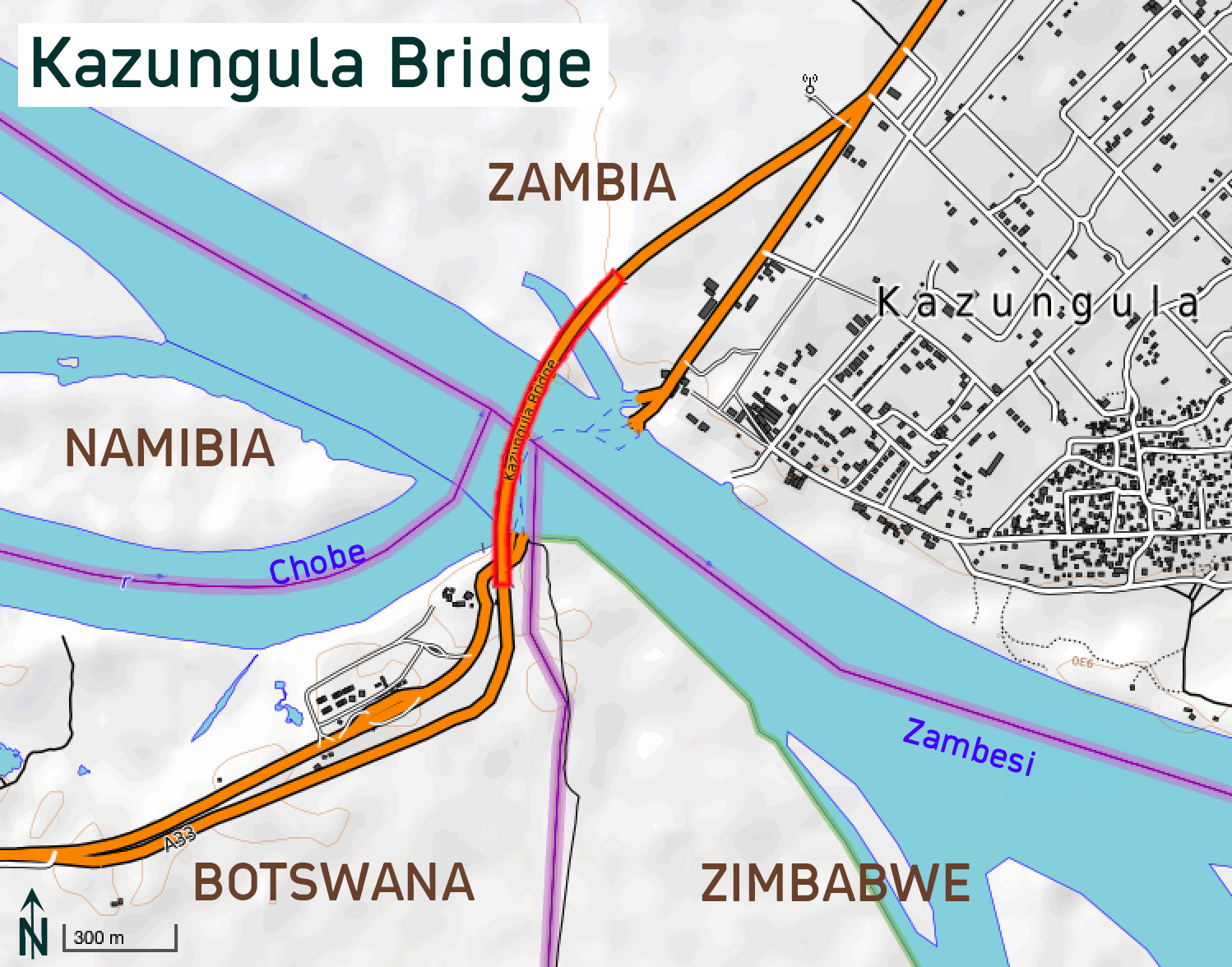
Karta över gränsområdet mellan Botswana, Namibia, Zambia och Zimbabwe vid Chobeflodens mynning i Zambezi.
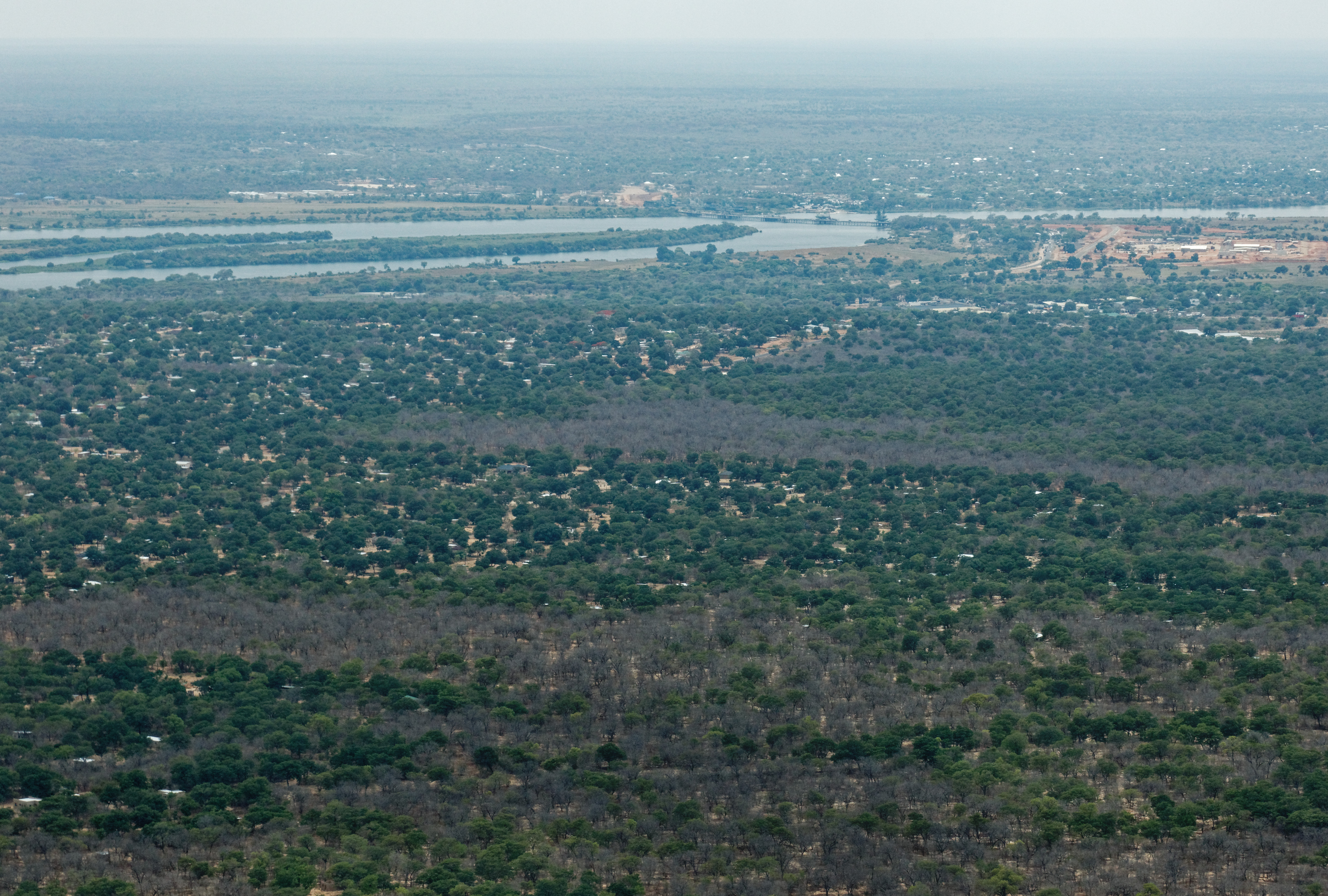
Kazungulabron under uppförande, november 2018. Bilden tagen mot nordost med Kazungula i Botswana i förgrunden. Chobefloden mynnar i Zambezi med den namibiska ön Kankumba i Chobefloden i vänstra delen av bilden.
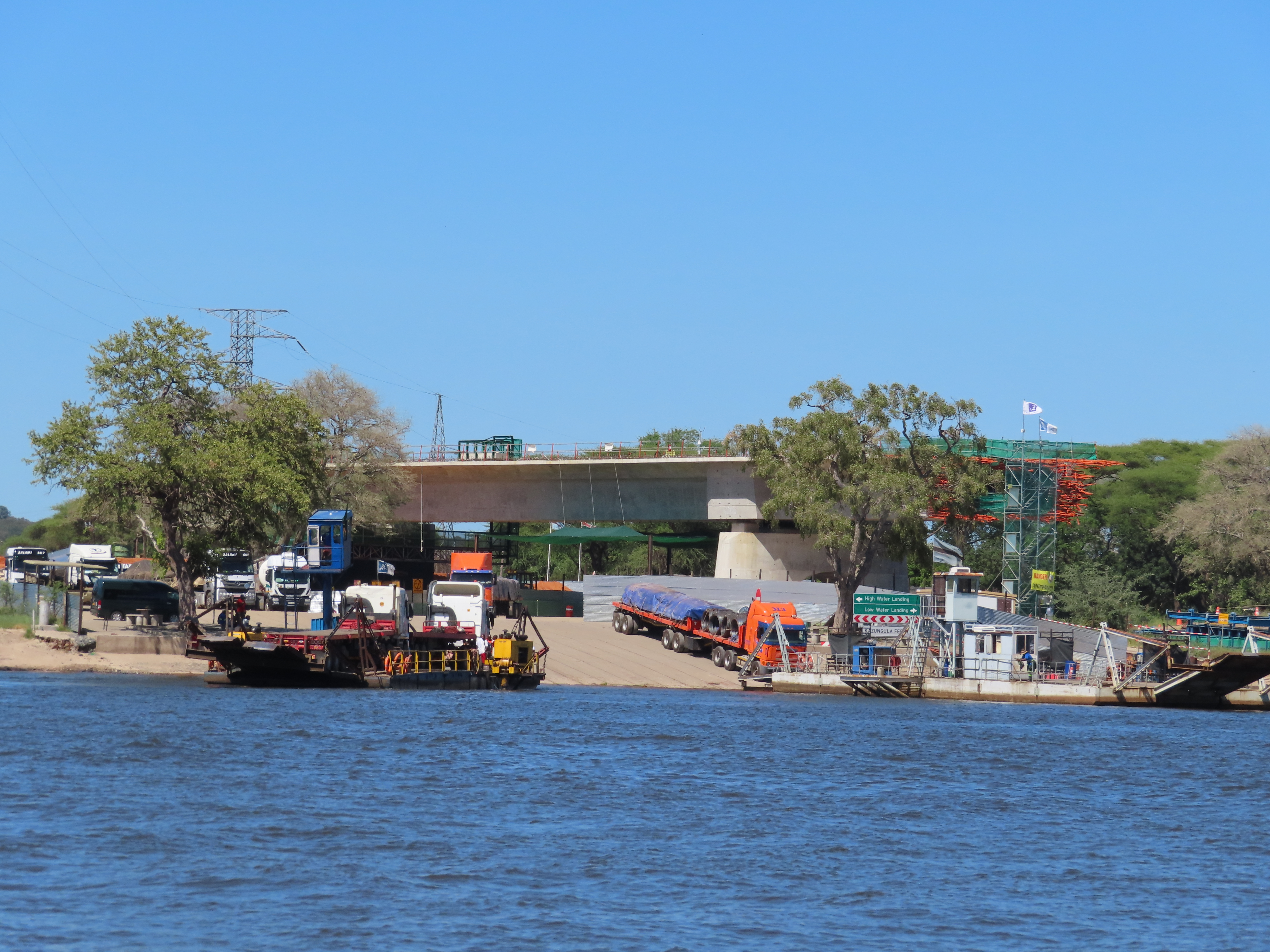
Färjeläget på Botswanasidan, 2019. I bakgrunden syns Kazungulabron under uppförande.
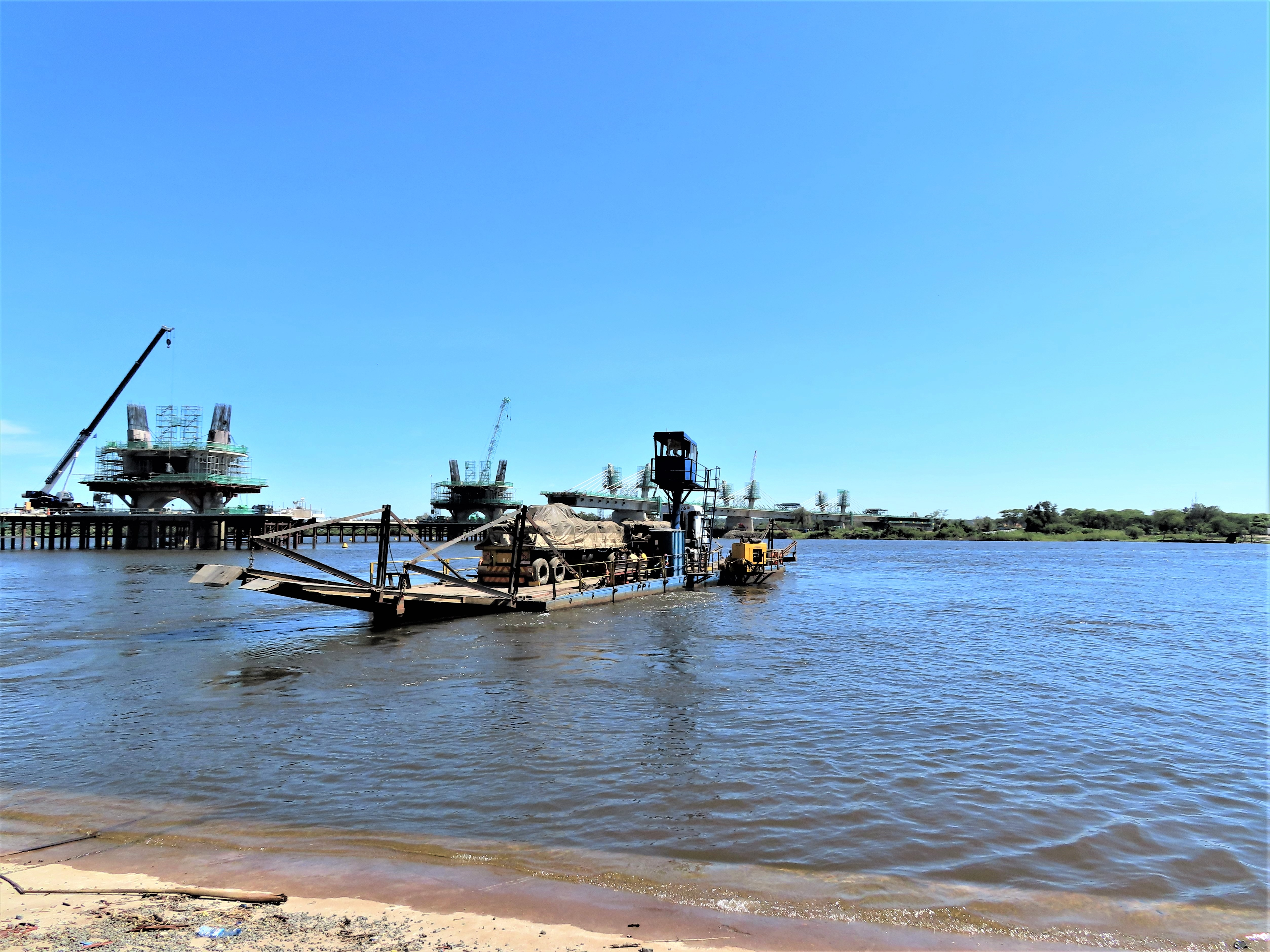
Färja på väg in till färjeläget i Botswana.
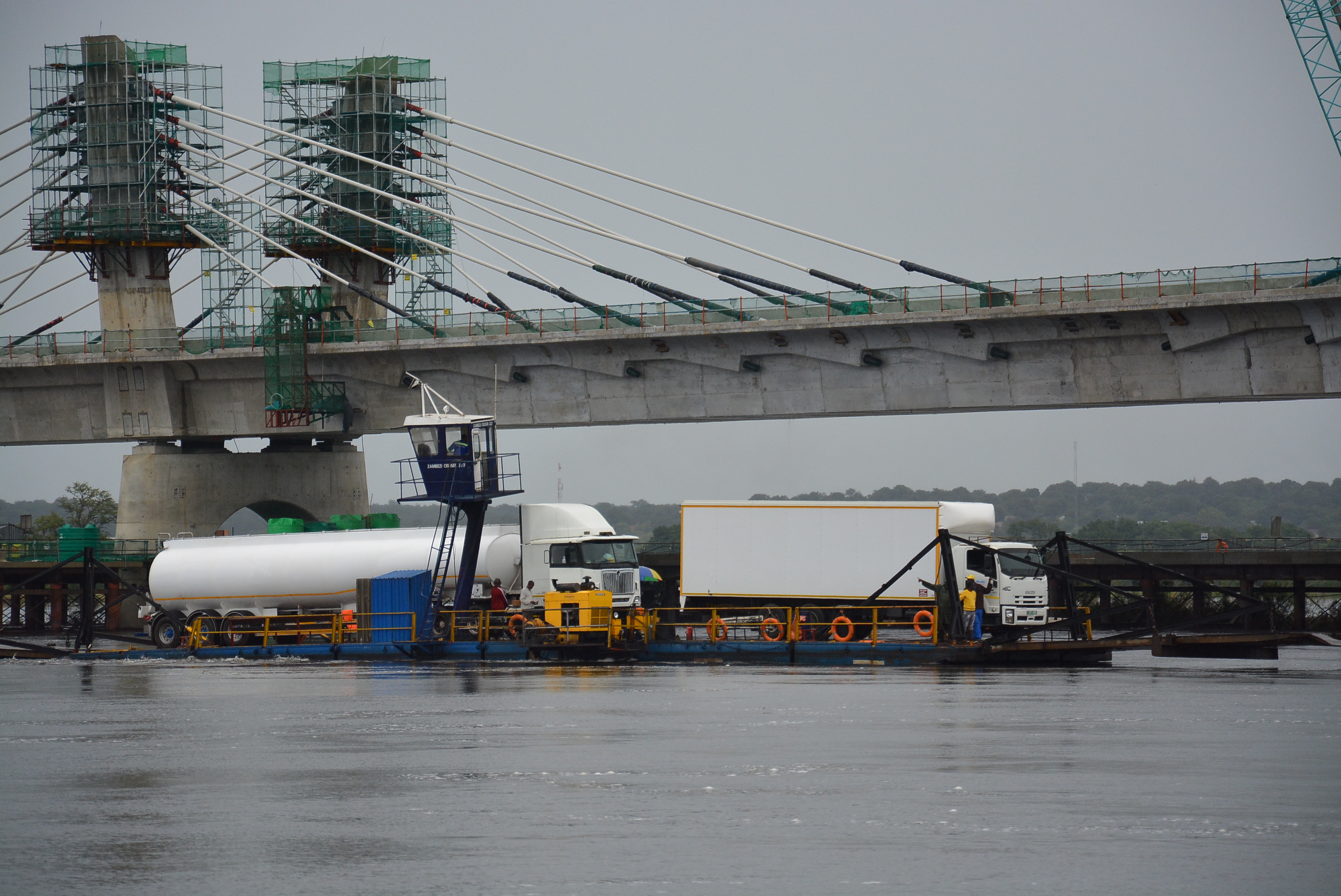
Färja på väg mot Zambia, mars 2020.